# 18-Meter-Seenotrettungsboote
Die Serie der 18-Meter-Seenotrettungsboote bestand aus vier Schiffen und wurde zwischen 1953 und 1992 vom Seenotrettungsdienst der DDR und der Deutschen Gesellschaft zur Rettung Schiffbrüchiger (DGzRS) eingesetzt.

## Allgemeines
Die Seenotrettungsboote wurden in den Jahren 1953/54 vom VEB Schiffs- und Bootswerft Rostock-Gehlsdorf gebaut und an den Stationen des Seenotrettungsdiensts der DDR an der Ostseeküste eingesetzt. Sie schieden in den Jahren 1974, 1975 und 1980 aus dem Rettungsdienst aus, lediglich ein Boot ging im Jahr 1990 im Zuge der Wiedervereinigung an die DGzRS über.
Der Rumpf hatte eine Länge von 18 Metern und eine Breite von ca. 5,2 Metern. Der Tiefgang ist mit bis zu 1,40 Metern überliefert. Angetrieben wurden sie von zwei Dieselmotoren mit je 100 PS Leistung. Damit erreichten sie eine Höchstgeschwindigkeit von 8 bis 10 Knoten. Bei der Indienststellung waren sie noch nicht mit Radargeräten ausgestattet, diese wurden später nachgerüstet. Die Schiffe wurden zum Teil mehrfach umgebaut und modernisiert.

## Die Schiffe

### Arkona
Die Arkona  wurde nach dem Nordkap der Insel Rügen benannt. Sie war ab 1953 in Saßnitz stationiert und wurde 1974 vom gleichnamigen Seenotrettungskreuzer des polnischen Typs R-17 abgelöst. Danach diente das Schiff als Ponton und Altöllager bei der Fischereigenossenschaft Saßnitz.

### Darsser Ort
Die Darsser Ort bekam ihren Namen von dem nördlichsten Teil  der Halbinsel Fischland-Darß-Zingst. Von 1953 bis 1967 war das Schiff in Barhöft und von 1967 bis 1980 auf dem Darßer Ort stationiert. Für 1980 ist der Übergang zum Wasser- und Schifffahrtsamt überliefert. 1986 noch im Dienst befindlich, ist der weitere Verbleib unbekannt.

### Poel

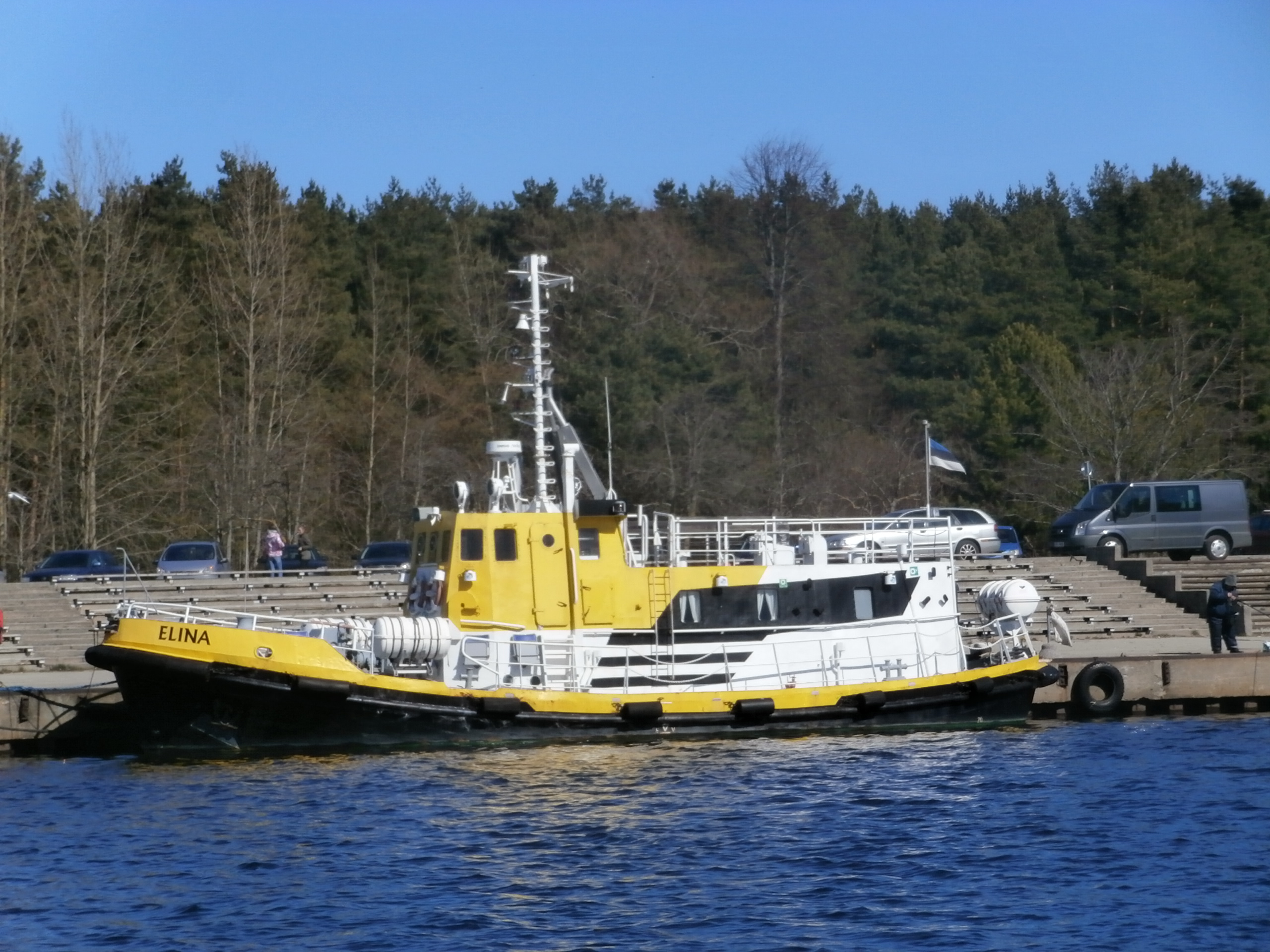
Die Poel als Elina (2014)

Ab 1953 war die Poel, die nach der Insel Poel in der Wismarer Bucht benannt wurde, ebenda in Timmendorf stationiert. 1990 wurde sie an die DGzRS übergeben und blieb bis ins Jahr 1992 auf der Insel Poel im Dienst. Dann ging sie an den estnischen Seenotrettungsdienst über, der sie bis ins Jahr 2000 als Eva einsetzte. Noch im Jahr 2018 war sie dort als Elina mit Heimathafen Tallinn als Ausflugsboot im Einsatz.

### Stoltera
Die Stoltera trug den Namen eines Küstenabschnitts westlich von Warnemünde. Sie war von 1954 bis 1975 in Warnemünde stationiert und wurde ebenfalls von einem gleichnamigen Kreuzer des Typs R-17 abgelöst. Danach gehörte sie der Fischereigenossenschaft Rostock. Ab 1990 kam sie als Taucherschiff mit dem Namen Poseidon zum Einsatz. 2011 wurde das Boot zuletzt in Hamburg-Harburg gesehen.